# Д’Агостино, Джиджи
Луиджи́но Челести́но ди Агости́но (итал. Luigino Celestino di Agostino), более известный как Джиджи Д’Агостино (Gigi D'Agostino) — итальянский диджей, миксер и музыкальный продюсер. В 1986 году начинает свою карьеру как DJ, играющий Итало-диско, и выпускает свой первый микс, названный «Psychodelic». Один из основателей жанра Lento Violento.

## Биография

### Ранняя жизнь
Родившись в Турине, D’Agostino провёл своё детство между двумя городами: родным Турином и Брешиа, где расположены студии The Media Records. Работал каменщиком и механиком, начал свою музыкальную карьеру диджеем, организующим вечеринки в клубах, первым из которых был Woodstock недалеко от Турина.

### Девяностые
Первым релизом Ди Агостино был Noise Maker Theme - двойная кассета, записанная вместе с исполнителем Daniel Gas. Впоследствии они создадут лейбл Noise Maker под управлением продюсера Джианфранко Бортолотти.
Джиджи продолжает работать с Даниэлем, а также с командой Мауро Пикотто. Его сингл 1999 года Bla Bla Bla с альбома L’amour Toujours становится самым популярным в Европе.
Как DJ, Ди Агостино известен как один из первых в жанре Mediterranean Progressive Dance (известном также как Dream Music), состоящем из смеси минимал-техно с средиземноморскими и латинскими мотивами и ритмами. Используя псевдоним «Gigi Dag», изменяет мелодии диско в стиле поп.
Альбом Gigi D’Agostino, состоящий из 19 песен и проданный в количестве более 60,000 копий, стал самым успешным проектом Ди Агостино. После его релиза стал выпускать синглы, которые были не менее популярны.
После успешного сингла «Sweetly» присоединился к команде Media Records и неожиданно достиг верхней строчки в хит-парадах. Его сингл «Fly» с альбома Gigi D’Agostino, выпущенный в 1996 лейблом BXR Noise Maker под управлением Media Records, достигает невероятных успехов в Италии. Затем он выпускает новый сингл всё из того же альбома, который был не менее успешен, «Gigi’s Violin». Впоследствии Ди Агостино выпускает сингл  «Angel’s Symphony» вместе с R.A.F., новым проектом Мауро Пикотто.
В 2022 был внесён кандидатом в списки голосования за президента Итальянской республики.

## Проекты диджея
Названия проектов, которые выбирал Д’Агостино, в том числе и в зависимости от того, работал ли он один или с кем-то:
- D’Agostino Planet.
- Dottor Dag.
- Egiziano.
- Il Folklorista.
- Il Grande Viaggio.
- Lento Violento Man.
- Noisemaker.
- Orchestra Maldestra.
- Uomo Suono (Angelo Pandolfi, Luigino Di Agostino).
- Officina Emotiva (Angelo Pandolfi, L. Di Agostino, Luca Martire).
- Love Transistor (L. Di Agostino, Luca Ludovico).
- La Tana Del Suono (L. Di Agostino, Luca Martire),
- Gigi D’Agostino & Daniele Gas (Daniele Gas, L. Di Agostino).
- Gigi & Molly (L. Di Agostino, Maurizio Molella).
- Flowers' Deejays (L. Di Agostino, Mario Scalambrin, Roberto Guiotto).
- Onironauti (L. Di Agostino, Stefano Di Carlo).
- Gigi D’Agostino & Ludo Dream (L. Di Agostino, Luca Ludovico).
- Elettrogang (L. Di Agostino, Gerolamo Sacco).
- Gigi D’Agostino & The Magic Melodien (L. Di Agostino, Gerolamo Sacco).
- Gigi D’Agostino & Mauro Picotto (L. Di Agostino, M. Picotto).
- Mr. Dendo (Davide Rodia).
- Federico Romanzi.
- Moto Remoto (Genchi, Gennari),
- Zeta Reticuli (Gigli).

## Дискография